# Spiekeroog IV
Die Spiekeroog IV ist ein Fähr- und Frachtschiff, das zur Personen- und Ladungsbeförderung zwischen der Nordseeinsel Spiekeroog und Neuharlingersiel eingesetzt wird. Das 1979 gebaute Schiff, das der Nordseebad Spiekeroog GmbH gehört, wurde im April 2010 als Spiekeroog IV in Dienst gestellt. Es übernahm die Aufgaben des im Dezember 2009 außer Dienst gestellten alten Frachtschiffs Tilde.

## Geschichte

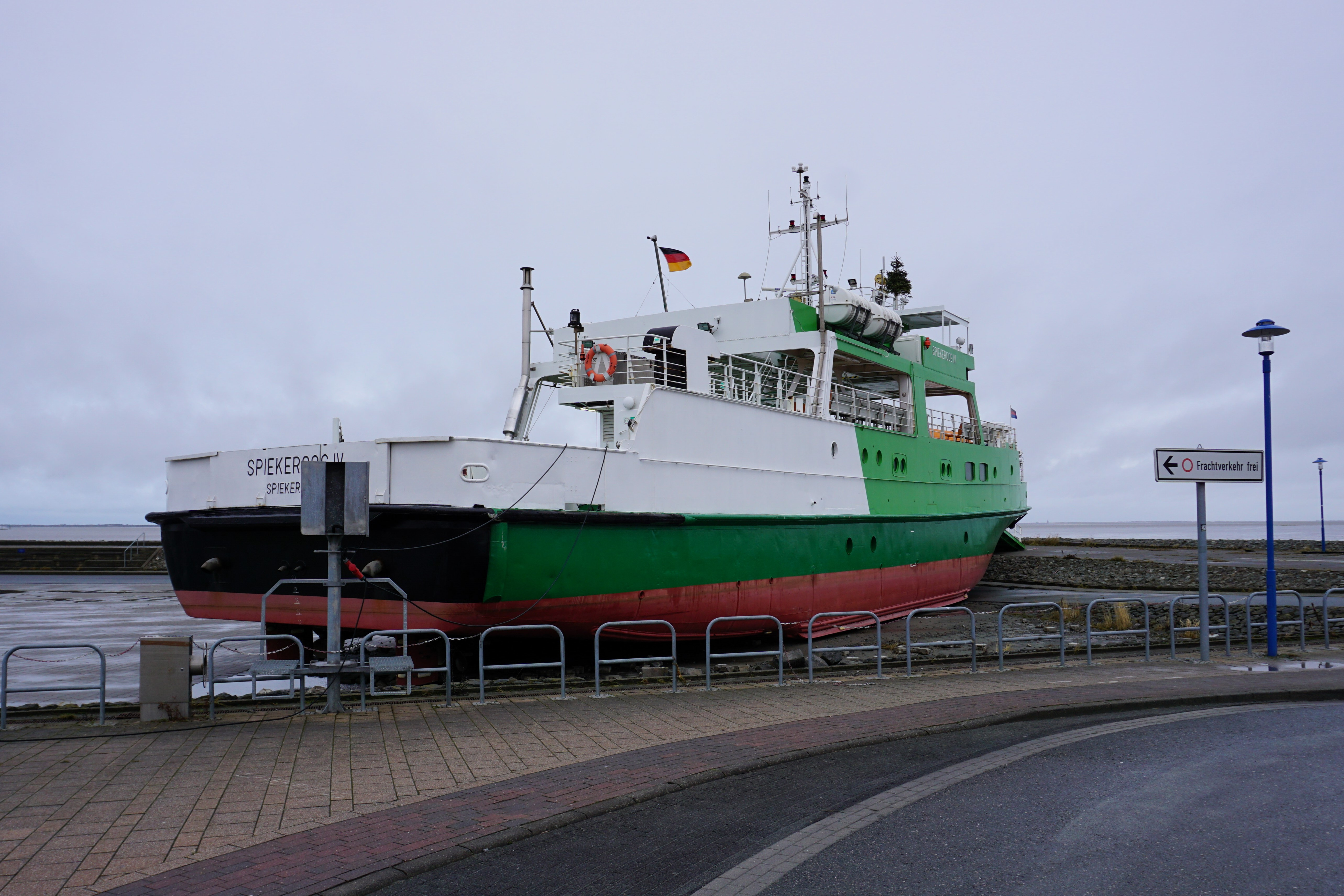
Die auf dem Hafenvorplatz gestrandete Fähre

Die Spiekeroog IV wurde unter der Baunummer 1452 als Pellworm I von der Husumer Schiffswerft in Husum gebaut und am 20. Februar 1979 auf Kiel gelegt. Der Stapellauf erfolgte im April 1979, Anfang Mai wurde das Schiff an die Neue Pellwormer Dampfschiffahrtsgesellschaft abgeliefert. Bis 1996 fuhr es auf der Strecke zwischen Pellworm und Strucklahnungshörn/Nordstrand. Danach wurde es an Sven Paulsen, Altwarp, verkauft und fuhr bis 2004 unter dem Namen Adler Pomerania auf der Strecke zwischen Altwarp (Mecklenburg-Vorpommern) und Nowe Warpno (Polen).
Am 18. August 2009 wurde das Schiff an die Nordseebad Spiekeroog GmbH verkauft und anschließend auf der HDR-Werft in Husum umgebaut. Am 1. Januar 2010 wurde es auf den heutigen Namen umbenannt und am 9. März mit diesem Namen in das Seeschiffsregister eingetragen. Nach der Überführungsfahrt traf das Schiff am 12. März in Neuharlingersiel ein. Am 31. März 2010 wurde das Schiff während einer kleinen Feier auf Spiekeroog getauft. Seit dem 1. April 2010 wird es zwischen Neuharlingersiel und Spiekeroog eingesetzt und ergänzt die Flotte aus Spiekeroog I und Spiekeroog II.

Durch ein Sturmtief an Land geworfen
In der Nacht zum 22. Dezember 2023 riss sich die Fähre an ihrem Liegeplatz im Hafen von Neuharlingersiel während der Sturmflut los und trieb auf den nordöstlichen Teil der Hafenanlage, auf dem sie liegen blieb. Die Bergung hat am 15. Februar 2024 begonnen. Das Schiff wurde mit Hebekissen angehoben und mit zwei Schwerlastmodulen zur Kaikante gefahren. Dort wurde es auf Schäden untersucht und die Propeller getauscht. Am Morgen des 18. April 2024 hob der Schwimmkran Enak die Spiekeroog IV wieder in ihr Element.

## Gütertransportkapazität
Neun LKW-Anhänger mit je 13,7 Tonnen Zuladung.

## Vorteile
Durch die Indienststellung der Spiekeroog IV haben sich für die Insel folgende Vorteile ergeben:
- Zusätzlich zu den Passagierfähren haben Fahrgäste den Vorteil, täglich ein bis zweimal zusätzlich von oder nach Spiekeroog gelangen zu können.
- Waren aus Lkw-Anhängern für den Einzelhandel müssen nicht mehr zweimal umgeladen werden (einmal in Neuharlingersiel und einmal in Spiekeroog), sondern können mit der Fähre direkt in den Hafen von Spiekeroog zum Umladen auf Elektrokarren gebracht werden.
- Es müssen nicht mehr für alle Großtransporte (z. B. Baumaschinen) Landungsschiffe von anderen Reedereien angefordert werden.
- Durch den RoRo-Verkehr in größtenteils geschlossenen Anhängern gibt es deutlich weniger Ladungsschäden als noch zu Zeiten der Tilde mit offener Kranbeladung.
- Über die Schiffsrampe und eines auf der Höhe des Arbeitsdecks befindlichen Fahrgastraums mit angrenzender Behindertentoilette ist eine barrierefreie Überfahrt gegeben.

## Nachteil
Die Spiekeroog IV hat jedoch auch einen Nachteil:
- Die Spiekeroog IV hat mit 1,60 Meter einen relativ hohen Tiefgang. Zum Vergleich: Landungsschiffe haben normalerweise einen Tiefgang von rund einem Meter. Daher kann sie nicht besonders nahe an die Rampen heranfahren. Dadurch ergibt sich zwischen der an der Spiekeroog IV angebrachten klappbaren Rampe und der Rampe am Hafen ein vergleichsweise stumpfer Winkel. Lange, tief liegende Fahrzeuge (Lkw, Pkw mit Anhänger z. B. für den Pferdetransport) schaffen es nicht, über die Rampen zu fahren, ohne aufzusetzen. Für Tieflader und Sonderfahrzeuge müssen immer noch Landungsschiffe (z. B. Harle Gatt) anderer Reedereien bestellt werden. Für den Umschlag der Müllcontainer sind seit März 2011 eigens dafür konzipierte Anhänger im Einsatz.

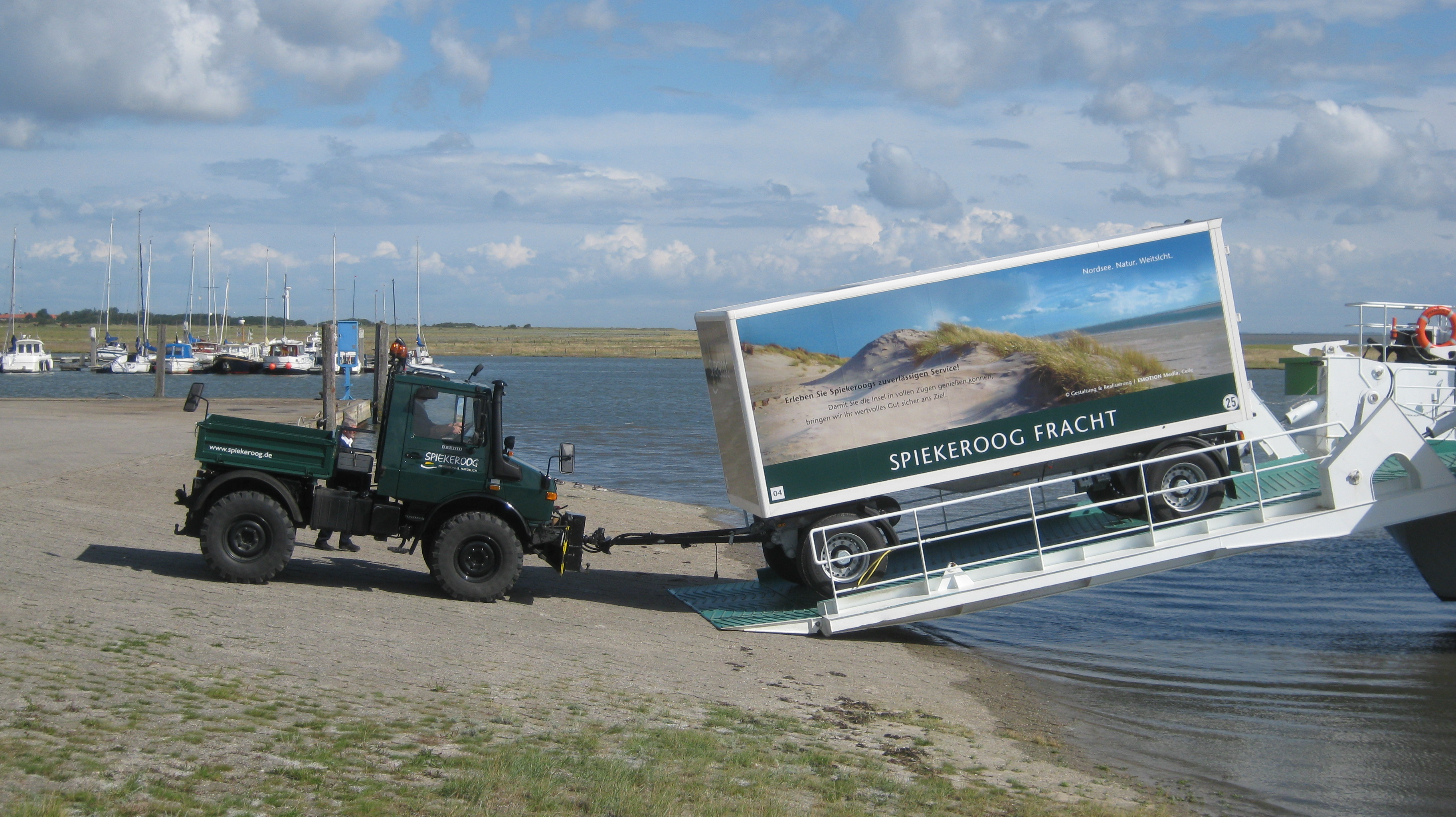
Die Lkw-Anhänger werden an Bord geschoben. Deutlich zu sehen: Der Winkel von 160° zwischen den Rampen
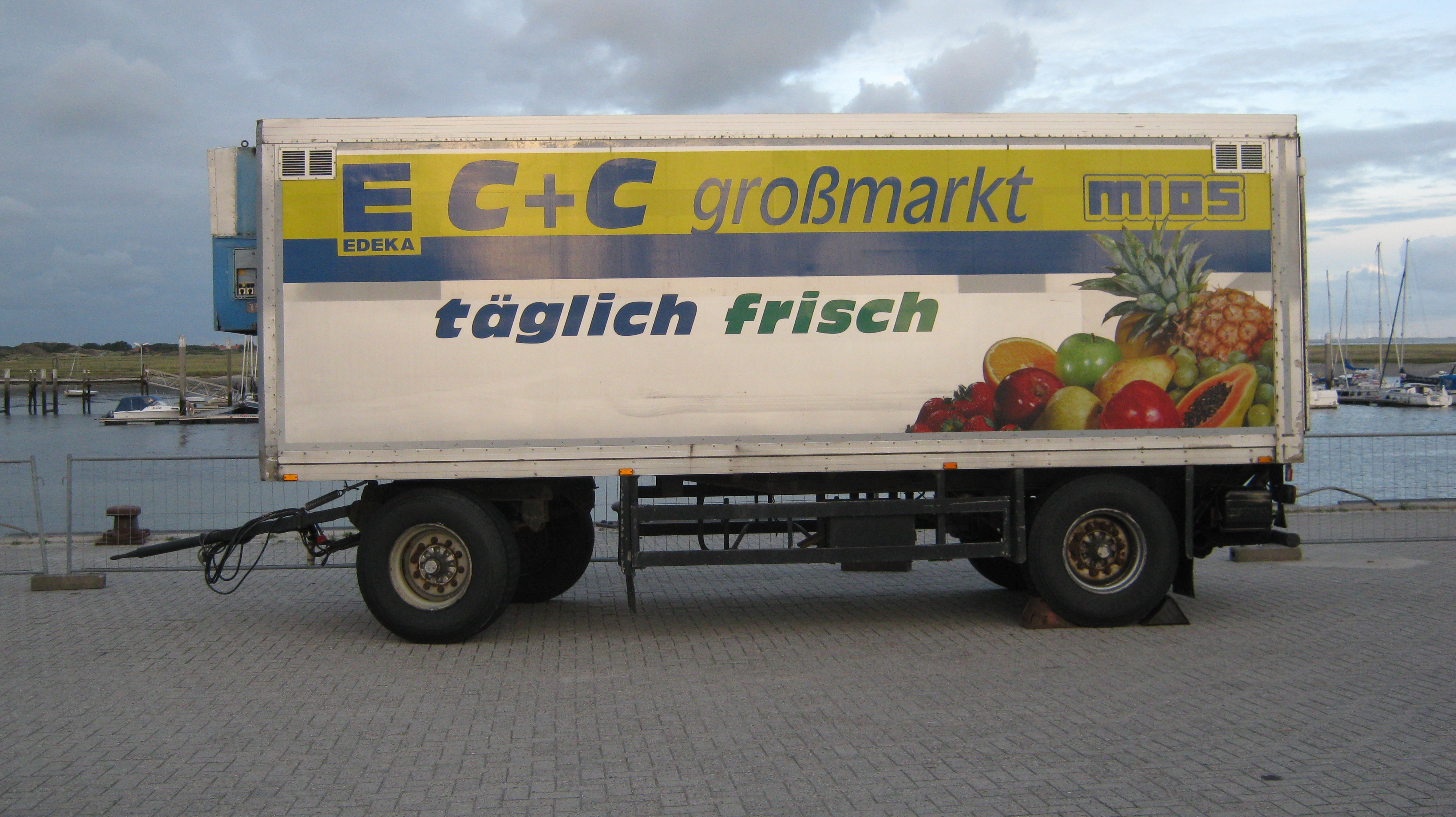
Vorteil der Fähre: einige Lkw-Anhänger können direkt auf die Insel gebracht werden
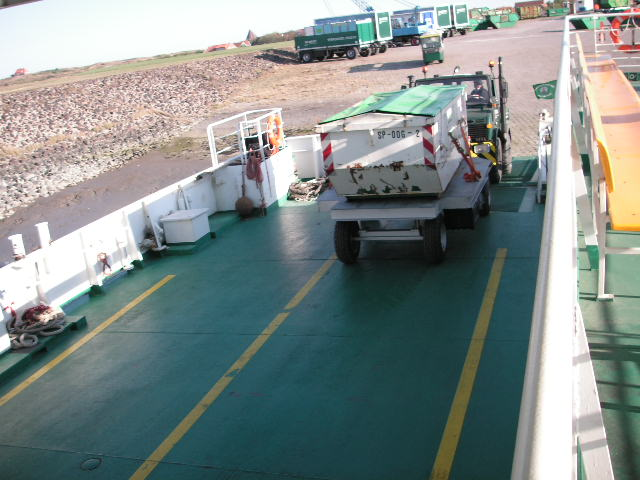
Entladung eines Mülltransportanhängers
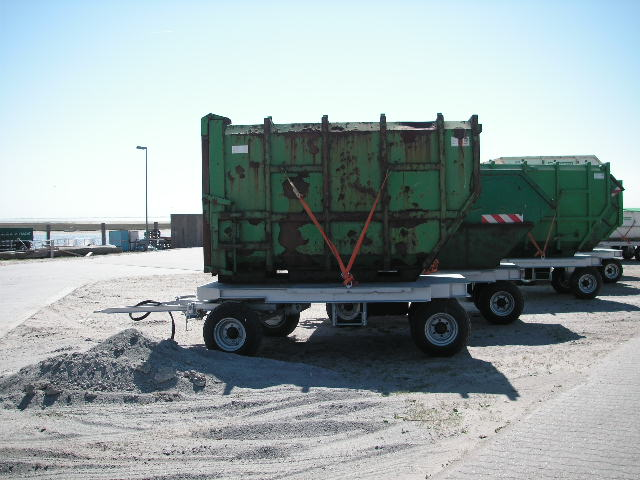
Abholbereite Mülltransportanhänger

## Vorgängerschiff
- Spiekeroog IV: 1927 als Langeoog IV gebaut. Sie verkehrte von 1971 bis 1980 als Spiekeroog IV. Seit 2007 liegt sie unter dem Namen Wilsun als Diskothekschiff im Hafen von Rotterdam.
- Frachtschiff Tilde, umgebautes Binnenschiff mit Kranbe- und entladung.